# バルブタイミング
バルブタイミング (valve timing) とは、レシプロエンジンの吸入、排気を行うためのバルブの開閉時期を表す言葉である。
ほとんどのエンジンでは、バルブタイミングはクランクシャフトの角度およびピストンのシリンダー内での位置に関連付けられ、決定されている。そのため、ピストンの上死点および下死点が開閉タイミングの一つの基準となる。
この項目では4ストロークエンジンにおけるバルブタイミングのほか、2ストロークエンジンにおけるポートタイミング (port timing) も併せて記述する。

## 概要
直進運動を回転運動に変換するレシプロエンジンでは、混合気（直噴の場合には空気）を取り込み、圧縮し、燃焼させ、排気するという過程を繰り返す。このとき、燃焼室内と外界を隔てるための機構がバルブである。一般的な4ストロークエンジンと、ほとんどのユニフロー掃気ディーゼルエンジンの排気バルブにはポペットバルブが用いられている。
1. 吸入時には吸入するためのバルブを開く
2. 圧縮、燃焼時には気密するため、すべてのバルブを閉じる
3. 排気時には排気するためのバルブを開く

上記がバルブの主な役目である。一般的な4ストロークエンジンの場合、クランクシャフトの1/2の回転数にて回転するカムシャフトが存在し、バルブはこのカムによって駆動される。
吸入効率・排気効率を高め、混合気の燃焼をスムーズに行わせるためには、バルブタイミングを回転数や負荷に応じて変える必要があり、これを実現したのが可変バルブ機構である。この機構には、バルブタイミングを段階的に変えるもの、連続的に変えるもの、さらにはバルブのリフト量を段階的に変えるもの、連続的に変えるもの、以上の複数を組み合わせたものなど、さまざまなバリエーションが提案されている。

## 4ストロークエンジンのバルブタイミング

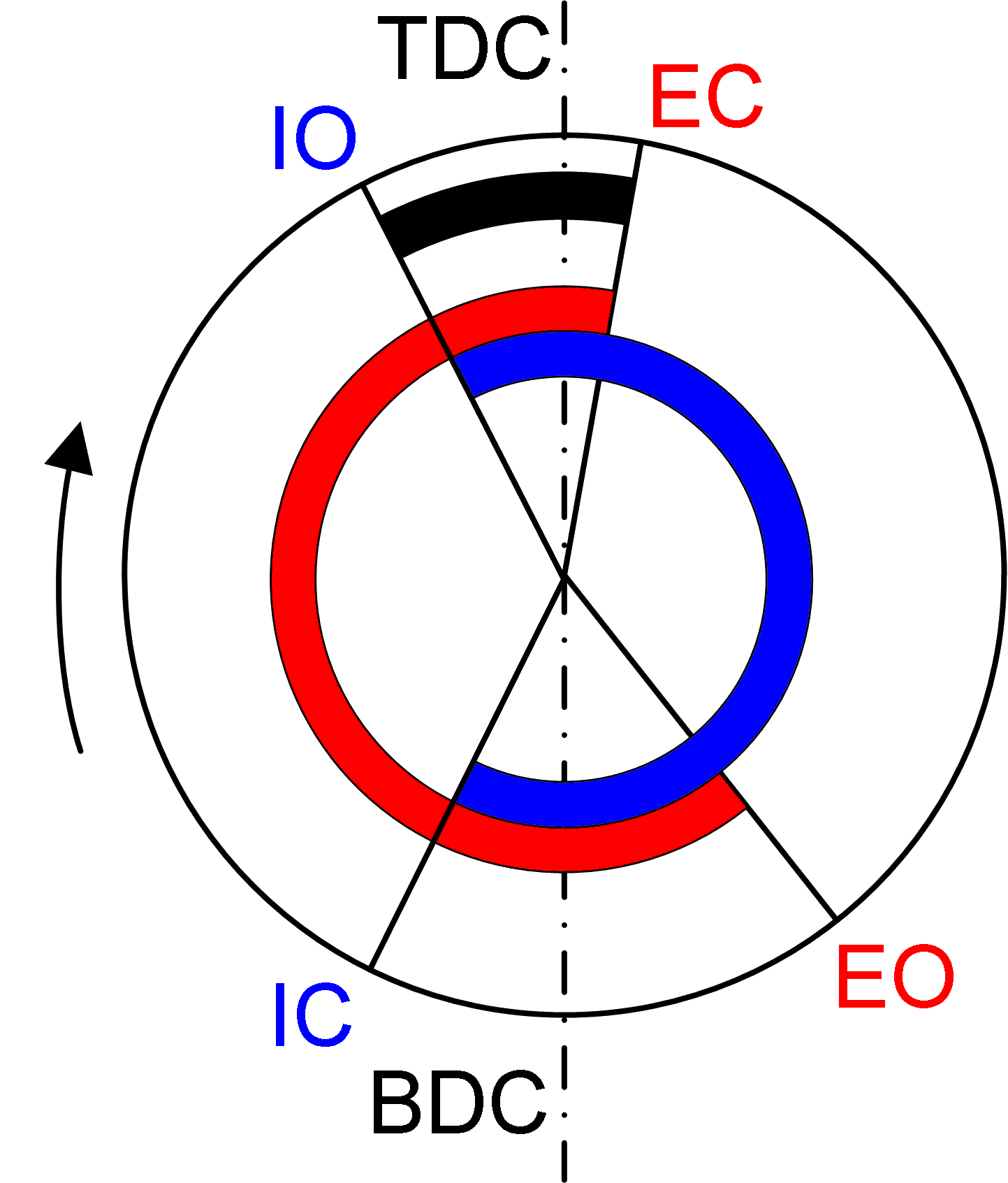
4ストロークエンジンのバルブタイミング図
赤 – 排気バルブ開弁
青 – 吸気バルブ開弁
黒 – バルブオーバーラップ
をそれぞれ示している

4ストロークエンジンは1回のサイクルをクランクシャフトが2回転（720°）する間に行う。そのため、バルブタイミング図はIOからスタートして2回転するように読み取る必要があり、読み手にはやや複雑な解釈が求められる。

### 4つのバルブタイミングパラメータ
1. IO (Intake Valve Open) — 吸気バルブ開放 — このタイミングからシリンダー内に混合気が吸入され始め、吸入行程がスタートする。上死点の少し手前（BTDC）から開くことで、排気バルブと同時に開いているオーバーラップの時間を作り出し、吸気効率を高める効果を発揮する。
2. IC (Intake Valve Close) — 吸気バルブ閉鎖 — このタイミングで吸入行程が終了する。このICを経て1回転目の上死点（圧縮上死点）に到達するまでの区間は圧縮行程となる。下死点を過ぎた位置（ABDC）までバルブを開けているのは、吸気自体の慣性力を用いて更に充填効率を高めるためである。
3. 点火から膨張行程へ — ICから1回転目の上死点（圧縮上死点）に到達する直前（BTDC）で点火プラグによる点火が行われ、次のEOまでの区間は膨張行程となる。
4. EO (Exhaust Valve Open) — 排気バルブ開放 — 膨張行程の中途にあるこのタイミングから排気バルブが開き、排気行程がスタートする。実際には下死点の少し手前（BBDC）から開き始め、膨張の圧力を利用して排気ガスを強制的に排出させる効果を利用する。
5. EC (Exhaust Valve Close) — 排気バルブ閉鎖 — このタイミングで排気バルブが閉じて排気行程が終了する。実際には上死点（排気上死点）の少し後（ATDC）で閉じる上に、吸気バルブの開放（IO）が排気上死点の少し手前（BTDC）から始まるため、排気行程と吸気行程が同時に行われる区間が存在する事になる。これが後述のオーバーラップである。

### バルブタイミング例
| エンジン種別               | 吸気開(IO)  | 吸気閉(IC)  | 排気開(EO)  | 排気閉(EC)  |
| 自然吸気ガソリンエンジン   | 0–30° BTDC  | 30–50° ABDC | 3–60° BBDC  | 10–30° ATDC |
| ターボ・ディーゼルエンジン | 50–80° BTDC | 30–50° ABDC | 30–60° BBDC | 40–85° ATDC |

### バルブオーバーラップ
詳しくはバルブオーバーラップを参照。
シリンダーが排気行程から吸気行程に移行する際に、排気バルブ閉鎖の前に吸気バルブ開放が始まることで、吸排気バルブが同時に開き混合気の流入と排気ガスの流出が同時に起きる区間が発生する。これがバルブオーバーラップと呼ばれるものである。排気ガスが排気ポートに排出される際の負圧（排気パルス）の力を利用して、混合気をシリンダー内に引っ張り込んで充填効率を増すために、このような区間が設けられている。
一般的に排気ガスの力で過給機を回転させて強制的に混合気をシリンダー内に押し込むエンジンでは、過給圧で混合気が排気ポートへ押し出されてしまわないように、バルブオーバーラップはやや短めになっている。逆に過給機の圧力を利用出来ない自然吸気エンジンでは、排気パルスの力を最大限利用するため、バルブオーバーラップは大きめに取られることが多い。
作用角・リフト量の大きいハイカムを使用する事で高回転でも吸気量を確保する事で高出力を得られる。しかし作用角。リフト量が大きくなることで結果的にバルブオーバーラップ領域も拡大されるため、アイドリングや始動、発進が困難、軽負荷時の燃焼が不安定になるなどのデメリットも発生する。

## 2ストロークエンジンのポートタイミング

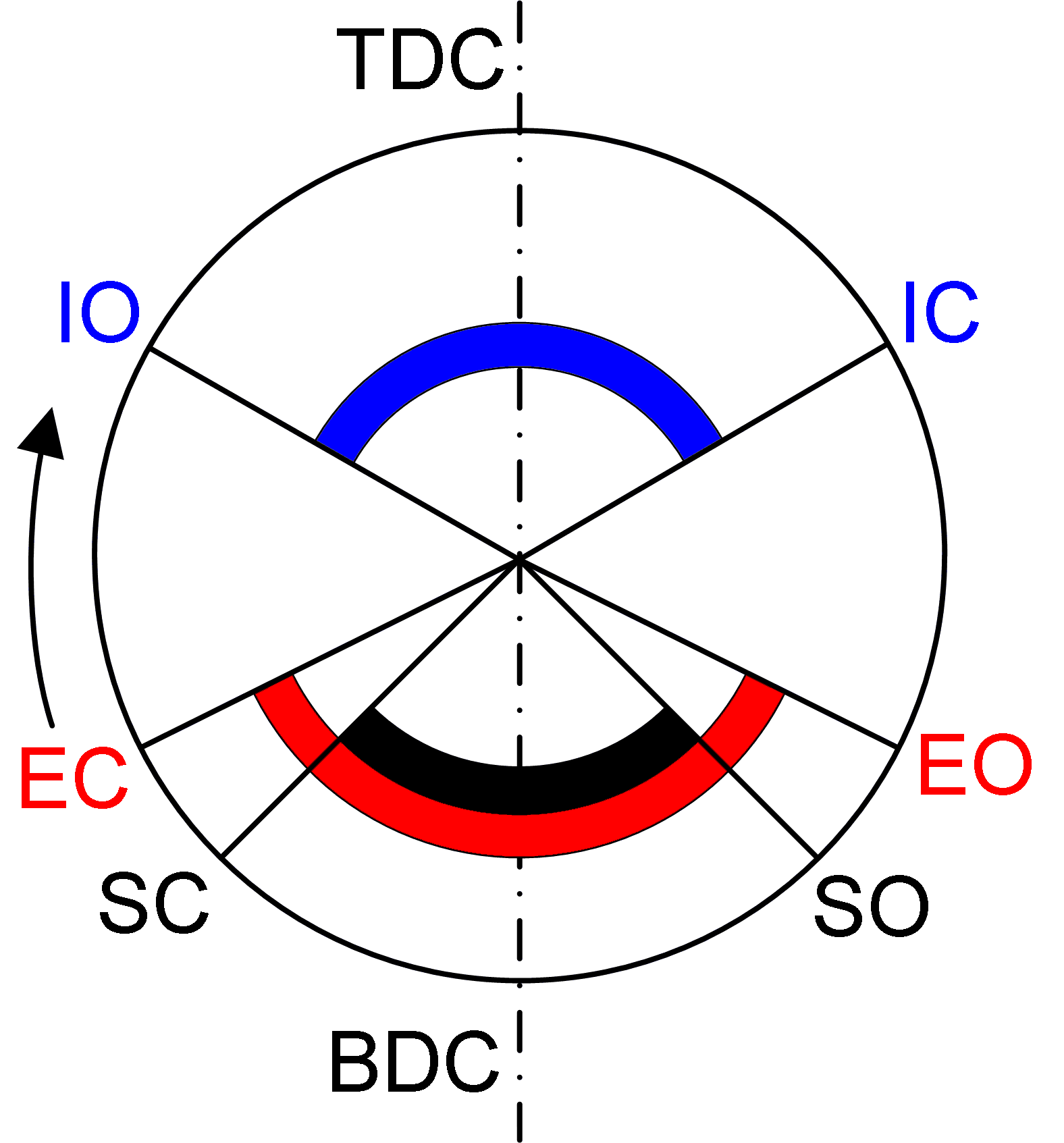
排気デバイスを持たない2ストロークエンジンのポートタイミング図
赤 – 排気ポート開放
青 – 吸気ポート開放
黒 – 掃気ポート開放及び掃気区間
をそれぞれ示している

2ストロークエンジンはクランクシャフトが1回転（360°）する間に1回のサイクルが完了する為、ポートタイミング図も4ストロークのように2回転追いかける必要はなく、単純に1回転で読み取ればよい。
なお2ストロークエンジンでは、ピストンの上下によってシリンダー内壁に設けられた掃気・排気ポートが開閉される構造上、ポートタイミング図では上死点と下死点を結んだ中心線に沿って、開閉タイミングが必ず左右対称となって図示されることが特徴として挙げられる。また、掃気によってシリンダー内の排気ガスと混合気の入れ替えが行われる関係上、4ストロークのバルブオーバーラップに相当する掃気区間が非常に大きい事も特徴である。
排気デバイスが装備されたエンジンの場合は、排気ポートのポートタイミングが回転域に応じて変化する。また、一部のエンジンでは特殊な掃気ポート形状により、掃気ポートタイミングを左右非対称としたものやイソ・イセッタのように掃気ポートのみのシリンダーを有した単気筒ダブルピストンなども存在する。

### 6つのポートタイミングパラメータ
1. IO (Intake Port Open) — 吸気ポート開放 — このタイミングからクランクケース内に混合気が吸入され始める。シリンダー内はこの時上昇行程（圧縮行程）を経て点火が行われている。
2. IC (Intake Port Close) — 吸気ポート閉鎖 — このタイミングでクランクケース内への混合気吸入が終了する。シリンダー内は点火を経て下降行程（膨張行程）が始まっており、ピストンの下降に併せてクランクケース内の混合気の一次圧縮が行われる。
3. EO (Exhaust Port Open) — 排気ポート開放 — 下降（膨張）行程の中途にあるこのタイミングから排気ポートが開き、シリンダー内の排気がスタートする。実際には下死点の手前（BBDC）から開き始め、膨張の圧力を利用して排気ガスを強制的に排出させる効果を利用する。
4. SO (Scavenging Port Open) — 掃気ポート開放 — 排気ポートの開放から少し遅れて掃気ポートが開放され、掃気区間が始まる。掃気ポートも下死点の手前（BBDC）から開き始め、クランクケース一次圧縮の圧力を利用して混合気をシリンダー内に押し込みつつ、排気ガスの追い出しも同時に行う。
5. SC (Scavenging Port Close) — 掃気ポート閉鎖 — このタイミングで掃気ポートからの混合気吸入が停止する。下死点の少し後（ABDC）に閉鎖され、ピストンは既に上昇行程に転じているため、クランクケース側に若干の吹き戻しが発生する。この時クランクケースからキャブレター側に混合気が逆流しないように、吸気ポートにはリードバルブやロータリーディスクバルブが設けられることが一般的である。
6. EC (Exhaust Port Close) — 排気ポート閉鎖 — このタイミングで排気ポートが閉じてシリンダー内の排気が終了する。実際には下死点（排気上死点）の少し後（ABDC）で閉じるため、シリンダー内の混合気が若干エキゾーストチャンバー内に流出してしまう。しかしこの時、先にエキゾーストチャンバーに排出された排気ガスがチャンバー内部で応力波となって排気ポートまで戻ってくるため、適切な排気ポートタイミングとチャンバー容量選択が行われたエンジンであれば、応力波によって流出した混合気は再びシリンダー内に押し戻され、充填効率が増す。これはエンジンの回転数によって効果が変化するため、最大の充填効率が達成される回転域を俗にパワーバンドと呼び、この回転域に入ることをパイプインするともいう。

### ポートタイミング例
| エンジン種別     | 吸気開(IO)  | 吸気閉(IC)  | 排気開(EO)                   | 掃気開(SO)  | 掃気閉(SC)           | 排気閉(EC)                   |
| 対称掃気ポート   | 55–70° BTDC | 55–70° ATDC | 30–50° BBDC                  | 20–35° BBDC | 20–35° ABDC          | 30–50° ABDC                  |
| 非対称掃気ポート | 55–70° BTDC | 55–70° ATDC | 30–50° BBDC                  | EO後のBBDC  | ECと同時かEC前のABDC | 30–50° ABDC                  |
| 排気デバイス有り | 55–70° BTDC | 55–70° ATDC | SO前のBBDC↓ SOと同時まで可変 | 20–35° BBDC | 20–35° ABDC          | SCと同時↓ SC後のABDCまで可変 |

## 参考資料
Trnka J., Urban J.: Spaľovacie motory. Alfa Bratislava, 1992.